# Monte Nimba
El monte Richard-Molard, también conocido como monte Nimba, es una montaña a lo largo de la frontera entre Costa de Marfil y Guinea en África Occidental. Sus 1752 metros la convierten en el punto más alto de ambas naciones. Es, además, el pico más alto de la cordillera del Nimba (la «dorsal guineana»), delimitando la frontera entre los dos países y Liberia. El asentamiento cercano mayor es la ciudad de Yekepa al oeste, en Liberia, y Bossou en Guinea.
Desde 1944 el área, excluyendo la parte liberiana, ha sido reserva natural. Actualmente cubre 180 km, la reserva natural integral del Monte Nimba está clasificado como Patrimonio de la Humanidad, incluyendo tanto la selva como la sabana. Es una reserva «estricta», por lo que prohíbe el turismo en cualquiera de sus formas.

## Toponimia
El nombre oficial de la montaña, monte Richard-Molard, lo recibió del geógrafo francés Jacques Richard-Molard, que murió en un accidente en ella en 1951.
Antes era llamada monte Nouon.
A veces el término monte Nimba, nombre de la cordillera completa, es utilizado para el pico más alto.

## Minerales
La montaña es rica en hierro. Hubo minería intensiva en la parte liberiana de la montaña hasta el agotamiento de las reservas en 1989. La mezcla de láminas de cuarcita férrica, esquistos y granitogneis han producido sorprendentes formaciones como consecuencia de la erosión.

## Patrimonio de la Humanidad
Este sitio ha sido añadido como Patrimonio de la Humanidad de la UNESCO en la lista provisional el 29 de marzo de 2001 en la categoría cultura.